# Oon Chong Hau

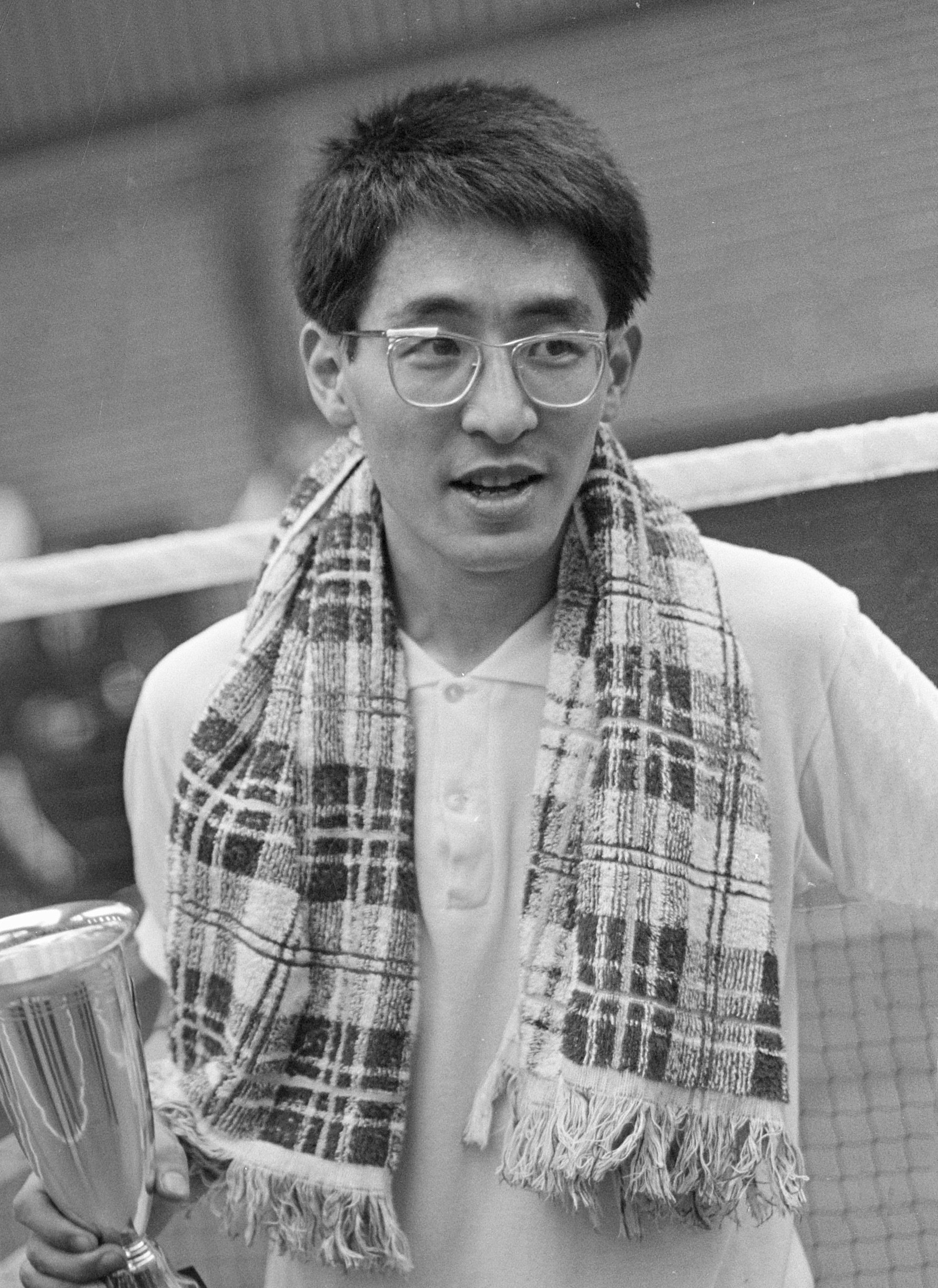
Oon Chong Hau 1969

Oon Chong Hau (* 1947) ist ein ehemaliger malaysischer Badmintonspieler. Oon Chong Teik und Oon Chong Jin sind seine älteren Brüder.

## Karriere

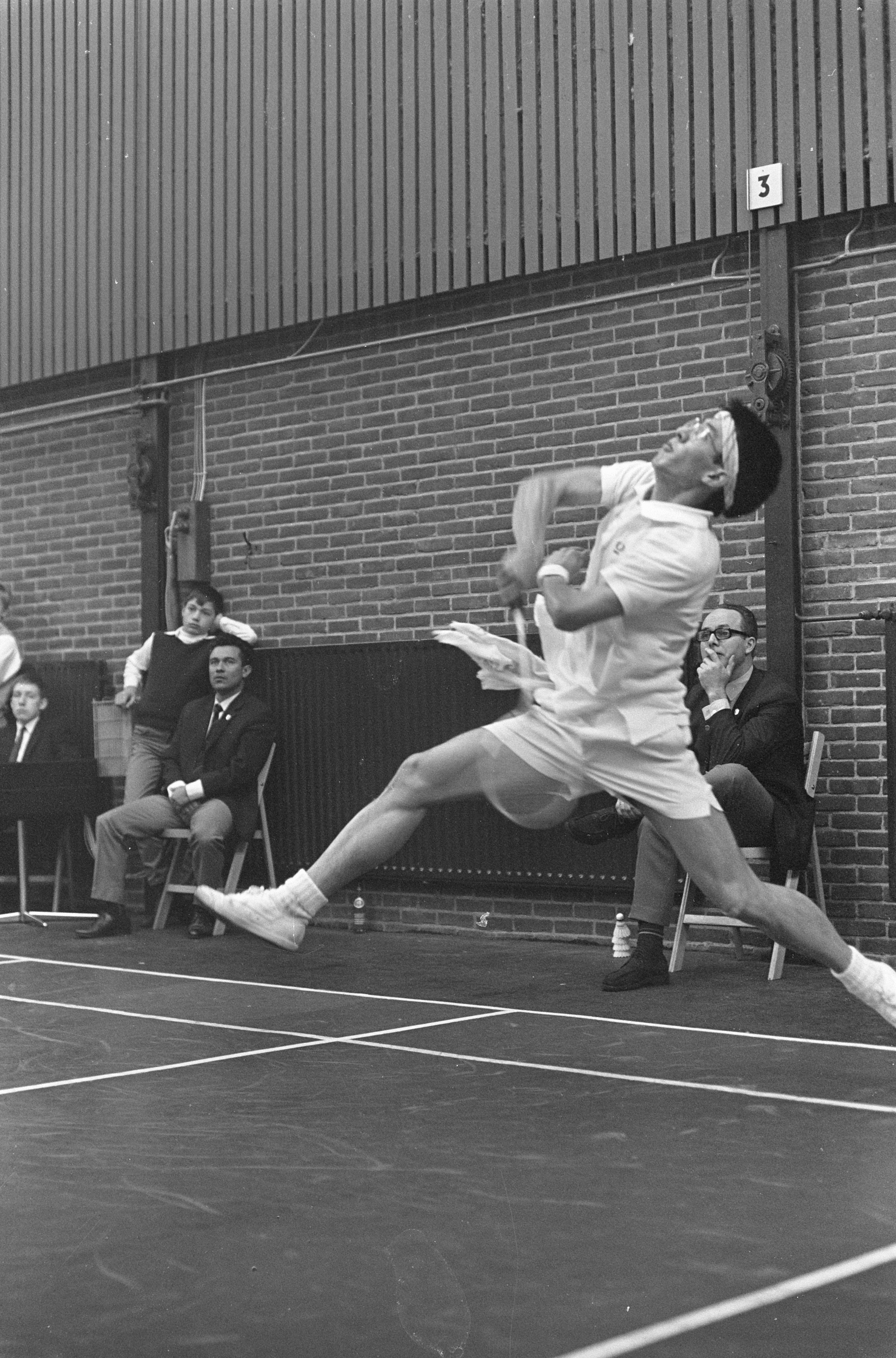
Oon Chong Hau (1969)

Oon studierte in Cambridge und konnte dabei auch seiner Badminton-Leidenschaft frönen. In seinem Studienland gewann er neun Juniorentitel. 1966 siegte er bei den Dutch Open. Drei Jahre später war er dort noch einmal erfolgreich und siegte zusätzlich bei den French Open und den Scottish Open. Bei den All England 1969 schaffte er es bis ins Halbfinale.

## Erfolge
| Saison | Veranstaltung                   | Disziplin    | Platz | Name                            |
| ------ | ------------------------------- | ------------ | ----- | ------------------------------- |
| 1961   | Englische Juniorenmeisterschaft | Herreneinzel | 1     | Oon Chong Hau                   |
| 1963   | Englische Juniorenmeisterschaft | Mixed        | 1     | Oon Chong Hau / J. McDonald     |
| 1963   | Englische Juniorenmeisterschaft | Herrendoppel | 1     | Oon Chong Hau / M. J. Boutle    |
| 1963   | Englische Juniorenmeisterschaft | Herreneinzel | 1     | Oon Chong Hau                   |
| 1964   | Englische Juniorenmeisterschaft | Mixed        | 1     | Oon Chong Hau / C. E. Bird      |
| 1964   | Englische Juniorenmeisterschaft | Herrendoppel | 1     | Oon Chong Hau / B. E. Jones     |
| 1964   | Englische Juniorenmeisterschaft | Herreneinzel | 1     | Oon Chong Hau                   |
| 1965   | Englische Juniorenmeisterschaft | Herrendoppel | 1     | Oon Chong Hau / B. E. Jones     |
| 1965   | Englische Juniorenmeisterschaft | Herreneinzel | 1     | Oon Chong Hau                   |
| 1966   | Dutch Open                      | Herrendoppel | 1     | Punch Gunalan / Oon Chong Hau   |
| 1969   | Scottish Open                   | Herreneinzel | 1     | Oon Chong Hau                   |
| 1969   | French Open                     | Herrendoppel | 1     | Oon Chong Hau / Koh Kheng Siong |
| 1969   | Dutch Open                      | Herreneinzel | 1     | Oon Chong Hau                   |
| 1969   | All England                     | Herreneinzel | 3     | Oon Chong Hau                   |